# Radelfingen
Radelfingen (toponimo tedesco) è un comune svizzero di 1 266 abitanti del Canton Berna, nella regione del Seeland (circondario del Seeland).

## Geografia fisica
È situato a 20 km di distanza dalla città di Berna, capitale della Svizzera, e a 7 km da Aarberg.

## Storia
Nel 1869 le località di Aumatt, Buttenried, Horn, Niederruntigen e Rewag, fino ad allora frazioni di Radelfingen, furono assegnate a Mühleberg.

## Monumenti e luoghi d'interesse

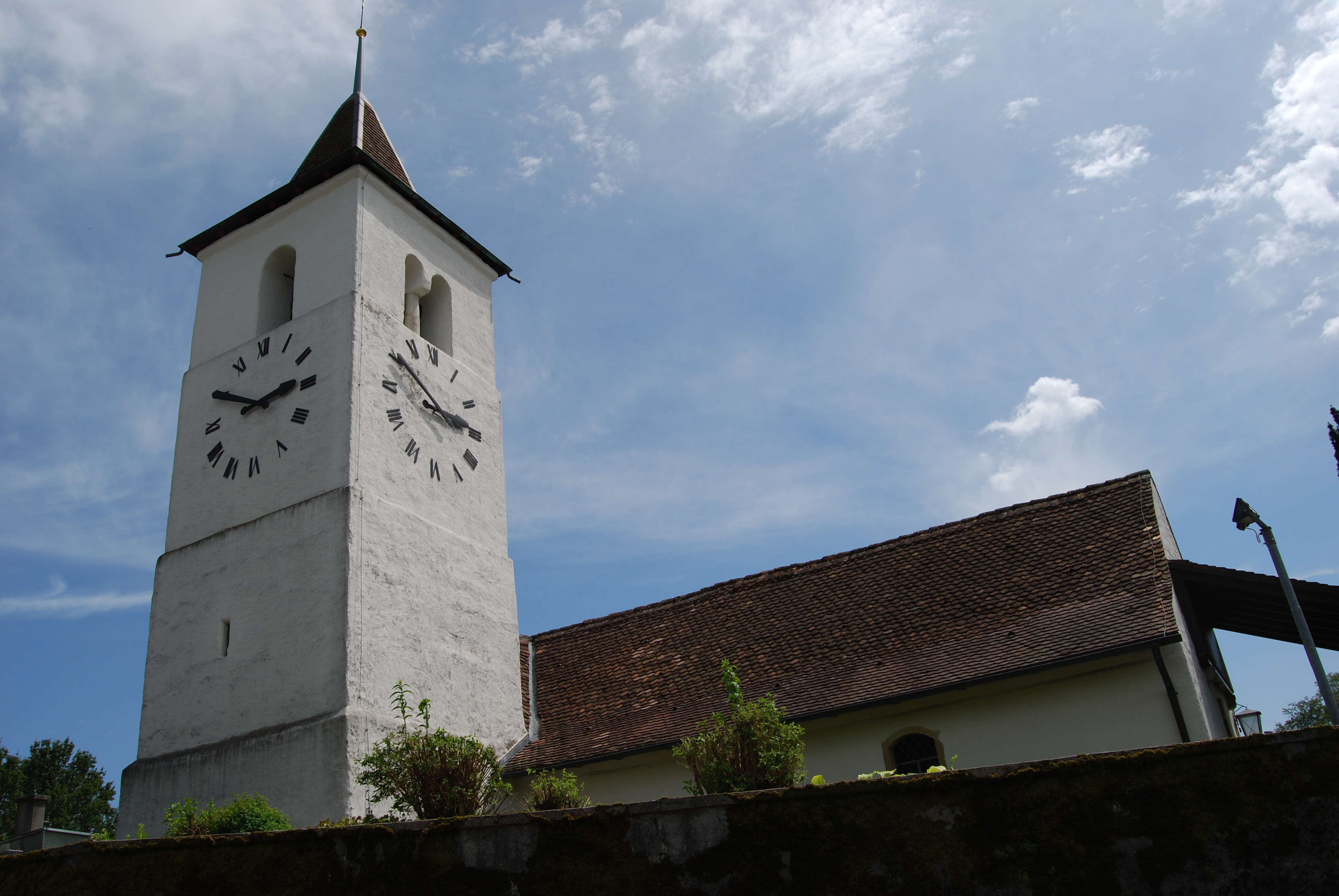
La chiesa riformata

- Chiesa riformata, eretta nel Medioevo e ricostruita nel 1594 e nel XVIII secolo[2];
- Rovine del castello di Oltigen, attestato dal 1074[3].

## Società

### Evoluzione demografica
L'evoluzione demografica è riportata nella seguente tabella:
Abitanti censiti

## Geografia antropica

### Frazioni e quartieri
Le frazioni e i quartieri di Radelfingen sono:
- Detligen
- Jucher
- Landerswil
- Matzwil
- Obermatt[senza fonte]
- Oberruntigen
- Oltigen[3]
- Ostermanigen

## Amministrazione
Ogni famiglia originaria del luogo fa parte del cosiddetto comune patriziale e ha la responsabilità della manutenzione di ogni bene comune.